# Битва у Блауберга
Битва у Блауберга или сражение при Кейптауне (англ. The Battle of Blaauwberg or the Battle of Cape Town) — сражение, произошедшее 8 января 1806 года между британскими войсками генерала Бейрда и войсками Батавской Республики под командованием генерала Ян Виллем Янсенса.

## Предыстория
Капская колония, отвоёванная англичанами у голландцев, 1 марта 1803 года была возвращена Батавской Республике, вассалу Франции. Однако из-за её важности для морской торговли, в июле 1805 года для её захвата была направлена эскадра Королевского флота с сухопутным экспедиционным корпусом.

## Ход событий
Первый британский военный корабль, достигший Капского полуострова, атаковал два голландских судна в начале января 1806 года, вследствие чего генерал Янсенс объявил военное положение.
Британский десант высадился в Мелкбостранде 6−7 января 1806 года. Битва произошла 8 января 1806 года на равнине Блауберг. Британская армия состояла из 5399 человек, а армия генерала Янсенса — 2049 человек. Раненый генерал Янсенс был вынужден отступить. Потери британского войска составили 212 человек, а голландцев — 353 человека.
9 января 1806 года англичане вступили в переговоры о капитуляции с командиром гарнизона подполковником Казимиром фон Профаловым. 18 января было подписано соглашение о капитуляции. 13 августа 1814 года Капская колония официально перешла под управление Британии, под которым оставалась вплоть до образования ЮАР 31 мая 1910 года.